# アース (アルバム)
『アース』（earth）は、ヴァンゲリスのアルバム。

## 収録曲
1. カム・オン - Come On (2:09)
2. ウィー・ワー・オール・アプルーテッド - We Were All Uprooted (6:48)
3. サニー・アース - Sunny Earth (6:38)
4. ヒー・オー - He-o (4:09)
5. リチュアル - Ritual (2:45)
6. レット・イット・ハップン - Let It Happen (4:20)
7. ザ・シティ - The City (1:17)
8. イン・ザ・レイン - My Face in the Rain (4:19)
9. ウォッチ・アウト - Watch Out (2:50)
10. ア・ソング - A Song (3:32)

- 日本語曲名は1979年発売の日本国内盤LP (BT-8109) による。
- 分秒数は1996年発売のギリシャ盤CD (532 783-2) による。

## 概要
ヴァンゲリスによるオリジナルアルバム（ただし，サポート演奏者あり）。日本ではヴァーティゴレコードの「ユーロ・ロック・スーパー・コレクション」5枚のうちの2枚目として「ロック」の分類でLPリリースされたが、その後CD化はされていない。ヴァンゲリスの母国ギリシャでは1996年にCD化されている。
音楽的には多彩な民族楽器を用いて、大地とそこに生きる人々の営みを大らかに謳ったもの。アフロディテス・チャイルドの《666》が持つ地中海的要素・ムードを前面に打ち出している。